# Třída Watson
Třída Watson je třída transportních lodí pro strategickou přepravu vozidel typu Ro-Ro pomocných sil Amerického námořnictva. Plavidla mohou přepravovat tanky, vozidla, vrulníky a další rozměrné náklady. Třídu tvoří celkem osm jednotek zařazených do služby do roku 2002.

## Stavba
Celkem bylo loděnicí National Steel and Shipbuilding Co. (NASSCO) v San Diegu postaveno osm jednotek této třídy.
Jednotky třídy Watson:
| Jméno                      | Spuštěna   | Vstup do služby   | Status  |
| -------------------------- | ---------- | ----------------- | ------- |
| USNS Watson (T-AKR-310)    | 1997       | 23. června 1998   | aktivní |
| USNS Sisler (T-AKR-311)    | 1998       | 1. prosince 1998  | aktivní |
| USNS Dahl (T-AKR-312)      | 1998       | 13. července 1999 | aktivní |
| USNS Red Cloud (T-AKR-313) | 1999       | 18. ledna 2000    | aktivní |
| USNS Charlton (T-AKR-314)  | 1999       | 23. května 2000   | aktivní |
| USNS Watkins (T-AKR-315)   | 2000       | 2. března 2001    | aktivní |
| USNS Pomeroy (T-AKR-316)   | 2001       | 14. srpna 2001    | aktivní |
| USNS Soderman (T-AKR-317)  | duben 2002 | 24. září 2002     | aktivní |

## Konstrukce

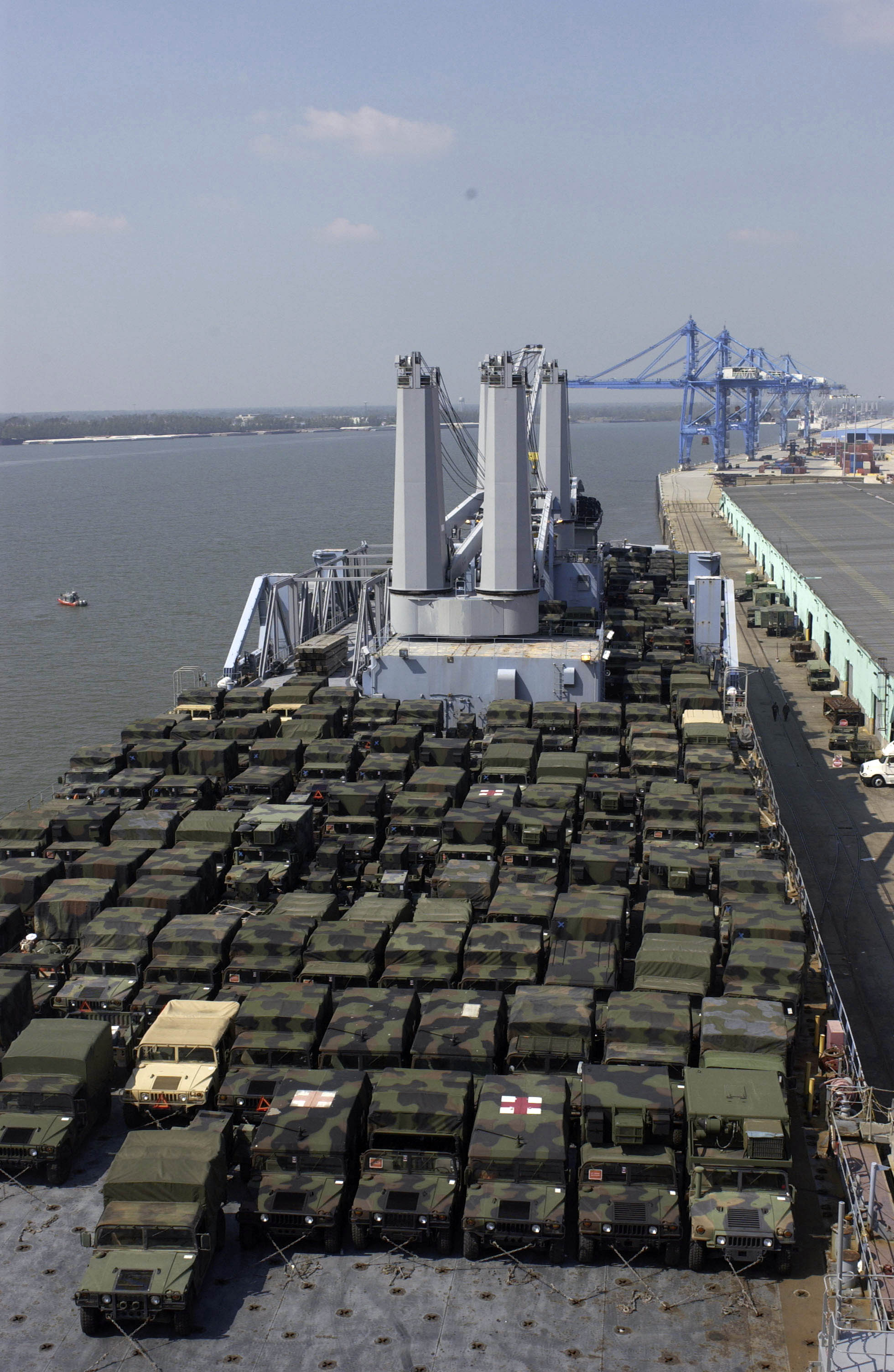
Vozidla HMMWV naložená na palubě USNS Pililaau (T-AKR 304)

Plavidlo může přepravovat až 13 000 tun vozidel a dalšího nákladu. K manipulaci s vozidly slouží záďová a boční nákladové rampy, které doplňují dva dvojité jeřáby o nosnosti 110 tun. V době míru není nesena žádná výzbroj. Na zádi mají přistávací plochu pro vrtulník. Pohonný systém dvě plynové turbíny General Electric LM-2500, každá o výkonu 32 000 bhp, pohánějící dva lodní šrouby. Nejvyšší rychlost dosahuje 24 uzlů. Dosah je 13 800 námořních mil při rychlosti 24 uzlů.

## Operační služba
Kontrakt na provoz plavidel této třídy získala společnost Maersk Line. Plavidla třídy Watson přepravila největší část vybavení použitého v operacích Trvalá svoboda a Irácká svoboda.